# Simetrija
Simetríja (starogrško συμμετρία, latinizirano: symmetría, dob. 'somernost, pravilno razmerje, skladnost, mera') je lastnost geometrijskih likov, teles, enačb in drugih takšnih predmetov. Rečemo, da je takšen predmet simetričen glede na dano operacijo, če ga le ta pri delovanju nanj ne spremeni.
Najpomembnejše tri simetrične operacije so zrcaljenje (refleksija), vrtenje (rotacija) in vzporedni premik (translacija). Zrcaljenje predmet »obrne« preko premice in ga pretvori v zrcalno obliko. Vrtenje predmet suče okoli nepomične točke kot središča. Vzporedni premik predmet vektorsko »prestavi« iz ene lege v drugo. Bolj zapletene operacije geometrijskih predmetov, kot sta skrčenje ali zvijanje, lahko prevedemo na vzporedni premik vseh njihovih notranjih točk. Simetrija se pojavlja v geometriji, matematiki, fiziki, biologiji, umetnosti, književnosti (palindromi) itd.
Čeprav dva zelo podobna predmeta izgledata enako, morata logično biti različna. Če na primer zavrtimo enakostranični trikotnik okoli njegovega središča za 120°, bo za opazovalca izgledal enako kot pred vrtenjem. V teoretični evklidski geometriji takšnega vrtenja ne moremo prepoznati od prejšnje oblike. V resničnosti vsak ogel poljubnega enakostraničnega trikotnika, ki vsebuje snov, mora vsebovati ločene molekule v različnih položajih. Zaradi tega o simetriji govorimo kot o podobnosti in ne kot o istosti. Težave razumskega mišljenja pri ločevanju na videz natančne podobnosti včasih pri opazovanju zapletenih simetričnih vzorcev povzroče blaga spremenjena stanja zavesti.

## Simetrija v geometriji
Objekt, ki premore največ simetrije, je prazen prostor, saj se lahko vsak njegov del zavrti, zrcali ali vzporedno premakne brez navidezne spremembe.
Najbolj znan in običajno priučen tip simetrije je levo-desna ali zrcalna simetrija, ki se kaže na primer pri črki T: ko črko zrcalimo preko njene navpične osi, izgleda enako. Enakostranični trikotnik ima takšno simetrijo vzdolž treh osi in poleg tega kaže tudi simetrijo glede na vrtenje: če ga zasučemo za 120 ali 240°, bo ostal nespremenjen. Zgled za lik, ki kaže le simetrijo glede na vrtenje in ne zrcalne simetrije, je svastika.
Klein je s svojim Erlangenskim programom iz leta 1872 predložil pogled na simetrijo kot združujoče in urejevalno geometrijsko načelo. To je bolj široko kot pa globoko načelo. V začetku je načelo vodilo k pomenu grup, povezanih z geometrijo in krilatici transformacijska geometrija (kot pojava nove matematike, ki je v sodobni matematični rabi komaj še sporna). Do sedaj so ga uporabili v številnih oblikah kot vrsto standardnih postopkov pri reševanju problemov.
Fraktal, pojem, ki ga je uvedel Mandelbrot kaže simetrijo, ki vsebuje merilo. Enakostranični trikotnik lahko na primer skrčimo tako, da je vsaka njegova stranica dolga tretjino izvirne. Te majhne trikotnike lahko vrtimo in vzporedno premikamo dokler niso sosednji in v središču vsake črte večjega trikotnika. Postopek lahko nadaljujemo pri še manjših trikotnikih in s tem ob njihovih stranicah nastajajo še manjši trikotniki. Z večratno uporabo teh simetričnih operacij z merilom lahko proizvedemo privlačne zapletene zgradbe.
Glej tudi tlakovanje ravnine.

## Simetrija v aritmetiki in algebri
Zgled za matematični izraz, ki vsebuje simetrijo je enačba a2c + 3ab + b2c. Če zamenjamo a in b, izraz ostaja nespremenjen zaradi komutativnosti seštevanja in množenja.
V matematiki se proučuje simetrija danega objekta z zbirom vseh operacij, ki ga ne spremenijo . Te operacije tvorijo grupo. Za geometrijski predmet je to grupa simetrij, za algebrski objekt pa se uporablja izraz avtomorfizem grupe. Celotno področje Galoisove teorije se ukvarja z dobro skritimi simetrijami obsegov.

## Posplošitev simetrije
Če imamo množico predmetov z neko zgradbo, potem lahko simetrija pretvori edino en predmet v drugega, namesto da bi delovala na vse možne predmete istočasno. To zahteva posplošitev zamisli grupe simetrije s pojmom grupoida.

## Simetrija v umetnostih in obrteh
Arhitektura
- Poševni stolp v Pisi
- Posestvo Thomasa Jeffersona v Monticellu

Lončarstvo
- Skleda
- Krožnik

Prešite odeje
Preproge, volnene odeje
- Stenska preproga

Druge umetnosti in rokodelstva
- Stoli

Estetika

## Simetrija v družbeni ureditvi
Simetrija je eden izmed temeljev izenačevanja in enakopravnosti. Kazen naj ustreza kaznivem dejanju. Enakost pravic in dolžnosti pri obeh strankah v sporu, da je lahko pravičen sodnik. Oko za oko. Omejitev vpliva premožnejših pri zakonodaji, da bi bila volilna pravica za vse enakovredna. Običajni izrazi za simetrijo so: vzajemnost, dialog, recipročnost, pravičnost. Simetrija v družbeni ureditvi ni vedno racionalna, politična ekonomija se nenehno ukvarja z racionalnosti posameznih simetrij v družbenem tkivu. Neracionalnost simetrije se najbolje vidi pri teorijah iger.
Ker je jezik bistveno orodje človeške družbe, se vlaga veliko tudi v simetrijo jezika. Kot primer štejemo: Cepec, PericarežeracireP. Takšnim simetričnim besedam rečemo palindromi.

## Simetrija v naravi
Veliko živih bitij je simetričih, najbolj preprosto je to prikazano na Da Vincijevi sliki človeških proporcev. Klasičen primer proporcionalnega bitja je konj.